# Антильский цветной трупиал
Антильский цветной трупиал (лат. Icterus dominicensis) — вид воробьиных птиц из семейства трупиаловых.

## Распространение
Обитают на островах Гаити (разделенном между Доминиканской Республикой и Республикой Гаити), Гонав и Тортуга.

## Описание
Это тонкоклювые чёрно-желтые птицы с белыми отметинами на крыльях. Самки обликом подобны самцам. Длина тела 20—22 см, самцы весят 35—38 г, а самки 33—40 г. Из-за их внешности с этими птицами путают представителей вида Agelaius xanthomus, подобных им по размерам и так же имеющих желтые «заплаты» на плечах.

## Биология
Питаются фруктами, насекомыми, цветами и нектаром. Часто пьют нектар растений рода Эритрина. Средний размер кладки составляет 3 яйца.

## Охранный статус
МСОП присвоил виду охранный статус LC.